# Linia kolejowa nr 765
Linia kolejowa nr 765 – pierwszorzędna, głównie dwutorowa, zelektryfikowana linia kolejowa znaczenia państwowego łącząca rejon WBB stacji Wrocław Brochów z posterunkiem odgałęźnym Lamowice.

## Znaczenie międzynarodowe
Linia została w całości ujęta w kompleksowej sieci transportowej TEN-T oraz sieci międzynarodowych linii transportu kombinowanego (AGTC) - linia kolejowa C-E30 (Görlitz – Zgorzelec – Wrocław – Katowice – Kraków – Przemyśl – Medyka – Mostiska) oraz linia kolejowa C-E59 (Ystad – Świnoujście – Szczecin – Kostrzyn – Zielona Góra – Wrocław – Opole – Chałupki). Ponadto linia wchodzi w skład Kolejowego Korytarza Towarowego nr 5 Morze Bałtyckie – Morze Adriatyckie (RFC5).